# Félix Pruvost
Pour les articles homonymes, voir Pruvost.
Félix Pruvost est un comédien, dramaturge et metteur en scène français.
Il est membre de l'Outrapo,.
Il est l'auteur et le metteur en scène de T'entendre dire combien tu te souviens (Théâtre du Krémlin-Bicêtre, 2003) et de Rêver Yêvé (créé à L'Apostrophe, Cergy-Pontoise en 2005)[réf. souhaitée]
Il est également l'auteur de Zaïdè, mon grand-père et moi (Lauréat 2014 des Éditions du Off dans la catégorie contes contemporains), qu'il met en scène (créé au Théâtre du Beauvaisis en 2013).

## Biographie

### Formation
Il se forme aux cours Véra Gregh puis à l'ENSATT (rue blanche).

## Spectacle Vivant

### Comédien[7],[6]
- 1988 : Rodogune, de Pierre Corneille, mise en scène par Ivan Morane[8]
- 1994 : Le Bétrou, de Julien Torma, mise en scène Milie von Bariter[9]
- 1998 : Les Bas-fonds , d'après Maxime Gorki mise en scène Yamina Hachemi[10]
- 1999 : La carpe et le lapin, mise en scène par Géraldine Bourgue[11].
- 1999 : Ivan et Vassilissa, d'après un conte russe Traditionnel, mise en scène Véronique Samakh[12]
- 2001 :  Le Colporteur, mise en scène par Marc Wyseur[13]
- 2003 : L'homme qui rit, d'après le roman de Victor Hugo, mise en scène Yamina Hachemi[14]
- 2004 : Les Joyeuses Commères de Windsor, d'après William Shakespeare, mise en scène par Jean-Marie Villégier[15]
- 2007 : Molière en jeu, d'après Molière, mise en scène Agnès Proust et Félix Pruvost[16]
- 2010 : Les Yeux d'Anna de Luc Tartar, mise en scène Yamina Hachemi[17]
- 2013 :  Comment Wang-Fô fut sauvé, d'après Marguerite Yourcenar, mise en scène Véronique Samakh[18]
- 2014 :  Le Sang des bleuets, de Yamina Hachemi, mise en scène Yamina Hachemi[19]
- Comment Wang-Fô fut sauvé, d'après Marguerite Yourcenar , mise en scène Véronique Samakh [20]
- 2016 : Le voyage de Cornélius, d'après François Place, mise en scène Véronique Samakh[21]

### Mise en scène
- 2003 : T'entendre dire combien tu te souviens..., de Félix Pruvost
- 2005 : Rêver Yêvé de Félix Pruvost[22]
- 2007 : Molière en jeu, d'après Molière, mis en scène avec Agnès Proust
- 2013 : Zèjde, mon grand père et moi, de Félix Pruvost

## Filmographie
1991: Poison d'amour, de Hugues de Laugardière
1994: La mort de Molière, de Robert Wilson

## Œuvres publiées
2013 : Zaïde, mon grand père et moi, Art et Comédie,.